# José Miguel Insulza
José Miguel Insulza, né le 2 juin 1943 à Santiago (Chili), est un homme politique chilien, membre du Parti socialiste (PSC) et sénateur depuis 2018. 

## Biographie
Du 20 septembre 1994 au 22 juin 1999, il fut ministre des Affaires étrangères du Chili au sein du gouvernement du démocrate-chrétien Eduardo Frei et ministre de l'Intérieur du 11 mars 2000 au 2 mai 2005 au sein du gouvernement du centriste Ricardo Lagos.
Il est secrétaire général de l'Organisation des États américains de 2005 à 2015. Les États-Unis lui préfèrent initialement son rival mexicain Luis Ernesto Derbez mais finissent par se rallier à sa candidature. D’après un diplomate ayant suivi de près les ultimes tractations, « de nombreux éléments indiquent que, avant de lui laisser le champ libre, les États-Unis ont obtenu des engagements de la part d’Insulza, comme du gouvernement chilien, particulièrement en ce qui concerne la politique que mènera l’OEA à l’égard du Venezuela et de Cuba ».
Dans les années 1970, Insulza militait au MAPU.[réf. nécessaire]
Il est marié et père de trois enfants.